# Fulciniella loriae
Fulciniella loriae es una especie de mantis de la familia Iridopterygidae.

## Distribución geográfica
Se encuentra en las Islas Salomón.